# 조송래
조송래(趙宋來, 1957년 9월 5일 ~ )는 경북 안동 출신의 대한민국 소방공무원이다.

## 생애

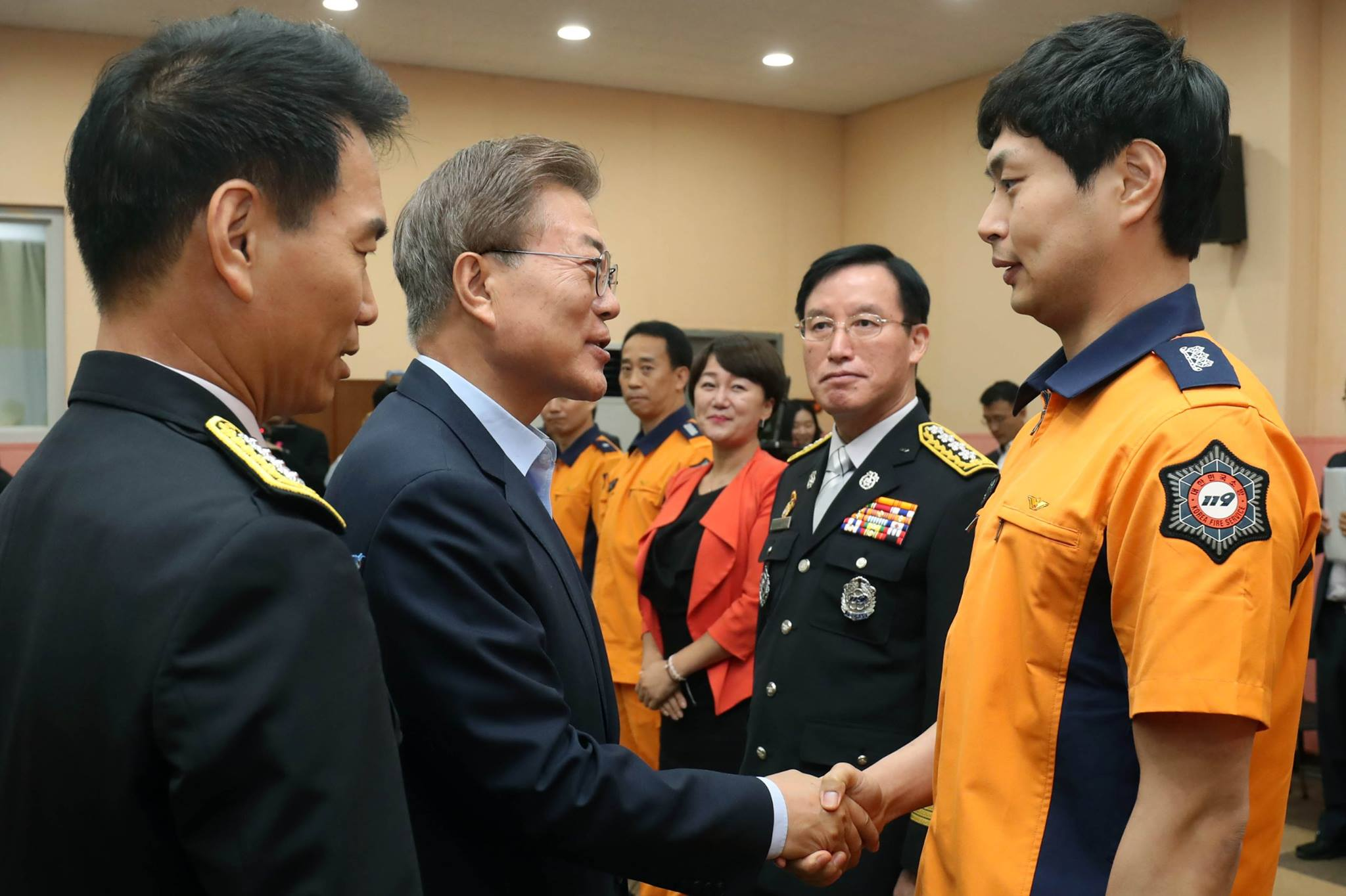
2017년 대통령 문재인 용산소방서 방문

경상북도 안동에서 태어나 전투경찰로 병역을 마쳤으며 대구대학교 행정학과를 졸업하였다. 1985년 2월 18일 제4기 소방간부후보생으로 임관하여 성주․영주소방서장과 경북소방학교장, 소방방재청 소방제도과장, 경기도 제2소방재난본부장,  제10대 경북소방본부장 및 중앙소방학교장을 역임하였으며, 소방방재청 119구조구급국장으로 재직 중 2014년 10월 31일 소방방재청 차장 및 소방방재청장 대행으로 임명되었다. 남상호 청장, 조성완 차장 모두 2014년 10월 31일자로 면직되었으며 정부조직법 개정안 등에 대한 소방관들의 반발에 미온적으로 대응해온 데 대한 경질성 문책 인사로 추측되었다. 2014년 11월 19일 박근혜 대통령에 의해 정부조직법 개편에 따라 신설되는 국민안전처 산하 중앙소방본부장에 임명되었다.

## 학력
- 1981년 3월 ~ 1985년 2월: 대구대학교 법정대학 국내학사
- 1997년 3월 ~ 1999년 8월: 경북대학교 행정대학원 일반행정 국내석사

### 비학위 수료
- 2012년 1월 29일 ~ 2013년 1월 28일: 국방대학교 안보과정

## 경력
- 1985년 2월 18일: 소방위 임용(제4기 소방간부후보생)
- 2000년 7월 1일 ~ 2002년 6월 30일: 성주소방서장(소방정)
- 2002년 7월 1일 ~ 2004년 6월 30일: 영주소방서장(소방정)
- 2004년 7월 1일 ~ 2006년 4월 16일: 경북소방학교장(소방정)
- 2006년 4월 17일 ~ 2009년 2월 5일: 소방방재청 U119팀, 구조구급과, 소방행정과(소방정)
- 2009년 2월 6일 ~ 2010년 10월 8일: 소방방재청 소방제도과장, 소방행정개선기획단장(소방준감)
- 2010년 10월 9일 ~ 2011년 3월 10일: 경기도 제2소방재난소방본부장(소방준감)
- 2011년 3월 11일 ~ 2011년 9월 15일: 경상북도 소방본부장(소방준감)
- 2011년 9월 16일 ~ 2013년 1월 29일: 중앙소방학교장(소방감)
- 2013년 1월 30일 ~ 2014년 10월 30일: 소방방재청 119구조구급국장(소방감)
- 2014년 10월 31일 ~ 2014년 11월 18일: 소방방재청 차장(소방정감)
- 2014년 11월 19일 ~ 2017년 7월 25일: 제1대 중앙소방본부장 (소방총감)[4]
- 2019년 3월 ~ 2022년 2월 : 부경대학교 초빙교수

## 수상
- 2011년 11월 9일: 홍조근정훈장

## 논란
2014년 11월 20일 행정자치부 등에 따르면 조송래 중앙소방본부장은 2014년 10월 31일 소방방재청 119구조구급국장(소방감)에서 소방방재청 차장(소방정감)으로 승진한 지 19일만에 중앙소방본부장(차관급)으로 한 단계 더 올라섰다. 19일만에 2계급을 승진한 사례는 소방분야에서는 대한민국 건국 이래 최초의 기록이다.
이에 대해 한 소방 고위직은 "수십 년 넘는 소방공직생활에서 이번 같이 두 단계를 뛰어넘는 최고위급 고속 인사는 처음 본다"라고 말했다. 소방조직 일각에선 경북 안동에서 출생해 대구에서 대학생활까지 마친 조송래 중앙소방본부장의 '지역'이 인사에 영향을 미친 건 아닌가 하는 이야기가 돌고 있다. 익명을 요구한 소방 인사는 "소방감에서 소방총감까지 두 계급을 승진한 이번 인사에서 납득할 만한 이유는 지역색 하나라는 게 소방조직의 내부 분위기"라고 전했다. 한편, 이번 인사와 관련하여 인사혁신처는 "소방방재청이 해체되고 중앙소방본부가 신설되는 상황에서 발생한 일"이라고만 설명했다.